# Chapdes-Beaufort
Chapdes-Beaufort ist eine französische Gemeinde mit 1.139 Einwohnern (Stand: 1. Januar 2022) im Département Puy-de-Dôme in der Region Auvergne-Rhône-Alpes. Sie gehört zum Arrondissement Riom und zum Kanton Saint-Ours (bis 2015: Kanton Pontgibaud). Die Einwohner werden Chapdères genannt.

## Geographie
Chapdes-Beaufort liegt etwa 21 Kilometer nordwestlich von Clermont-Ferrand. Umgeben wird Chapdes-Beaufort von den Nachbargemeinden Saint-Georges-de-Mons im Norden, Manzat im Nordosten, Pulvérières im Osten, Saint-Ours im Süden und Südosten, Bromont-Lamothe im Süden und Südwesten, Montfermy im Westen und Südwesten, Saint-Jacques-d’Ambur im Westen sowie Les Ancizes-Comps im Nordwesten.

## Bevölkerungsentwicklung
| Jahr                       | 1962 | 1968 | 1975 | 1982 | 1990 | 1999 | 2008 | 2013 |
| Einwohner                  | 1195 | 1157 | 1005 | 990  | 1011 | 960  | 992  | 1042 |
| Quellen: Cassini und INSEE |      |      |      |      |      |      |      |      |

## Sehenswürdigkeiten
- Kirche Saint-Pierre
- Ruine der Kartause von Pont-Sainte-Marie

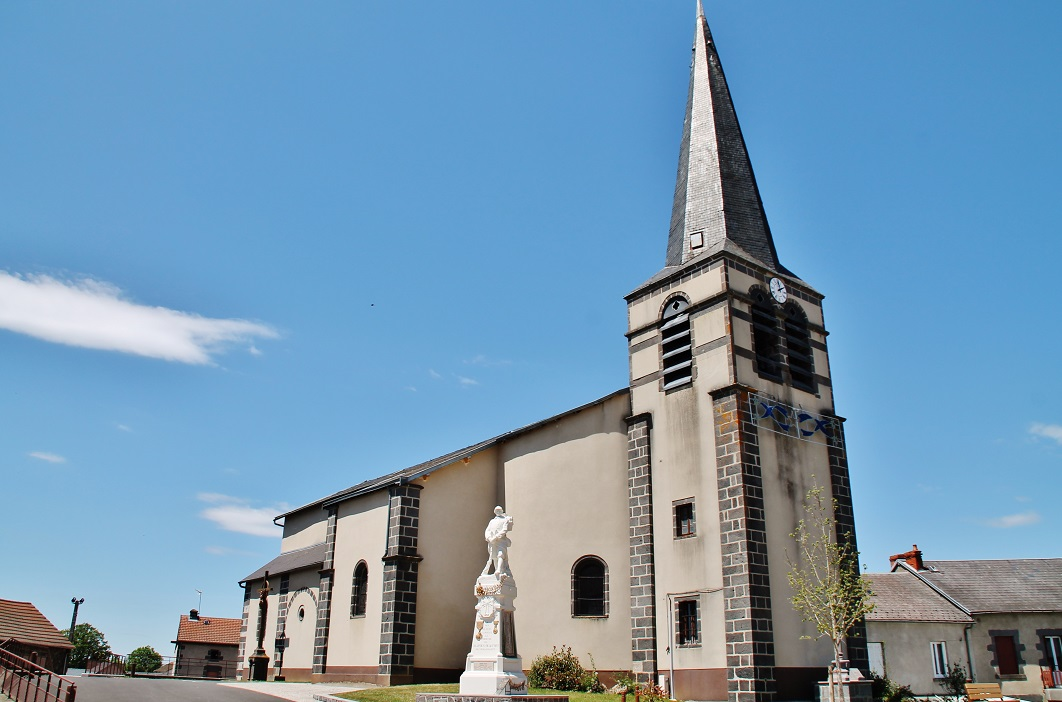
Kirche Saint-Pierre
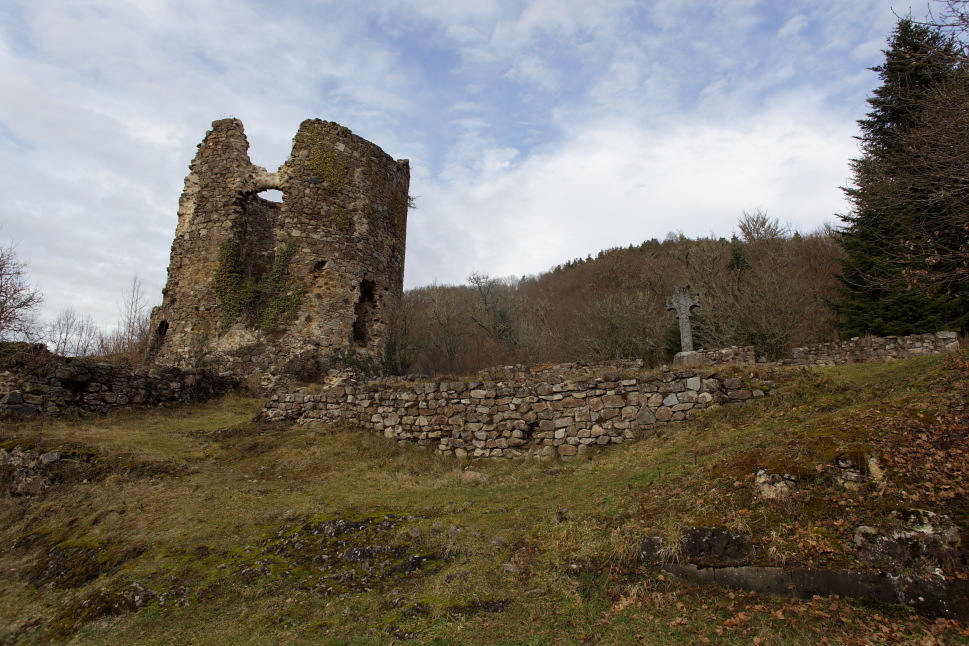
Kartause von Pont-Sainte-Marie

## Persönlichkeiten
- Louis Rosier (1905–1956), Rennfahrer